# Onsjö härads valkrets
Onsjö härads valkrets var i riksdagsvalen till andra kammaren 1866–1908 en egen valkrets med ett mandat. Valkretsen, vars gränser motsvarade Onsjö härad, avskaffades vid införandet av proportionellt valsystem i valet 1911, då området gick upp i Malmöhus läns norra valkrets.

## Riksdagsmän
- Anders Nilsson (1867–1869)
- Anders Pettersson, lmp (1870–1872)
- Ivar Månsson, lmp (1873–1879)
- Anders Pettersson, lmp (1880–1883)
- Carl Bonde, lmp (1884)
- Ivar Månsson, lmp 1885–1887, nya lmp 1888–1894, lmp 1895–1903 (1885–1903)
- Jöns Jesperson, lmp (1904–1911)

## Valresultat

### 1896
| Andrakammarvalet i Sverige 1896: Onsjö härads valkrets | Andrakammarvalet i Sverige 1896: Onsjö härads valkrets | Andrakammarvalet i Sverige 1896: Onsjö härads valkrets | Andrakammarvalet i Sverige 1896: Onsjö härads valkrets | Andrakammarvalet i Sverige 1896: Onsjö härads valkrets |
| Kandidat                                               | Kandidat                                               | Röster                                                 | Röster                                                 | Röster                                                 |
| Kandidat                                               | Kandidat                                               | Antal                                                  | %                                                      | +− %                                                   |
| ------------------------------------------------------ | ------------------------------------------------------ | ------------------------------------------------------ | ------------------------------------------------------ | ------------------------------------------------------ |
|                                                        | Ivar Månsson                                           | 174                                                    | 95,1                                                   |                                                        |
|                                                        | Närmaste kandidat                                      | 5                                                      | 2,7                                                    |                                                        |
|                                                        | Övriga kandidater                                      | 4                                                      | 2,2                                                    |                                                        |
| Antal giltiga röster                                   | Antal giltiga röster                                   | 183                                                    |                                                        |                                                        |
| Kasserade röster                                       | Kasserade röster                                       | 0                                                      |                                                        |                                                        |
| Totalt                                                 | Totalt                                                 | 183                                                    |                                                        |                                                        |

- Valdeltagandet var 16,4%.

### 1899
| Andrakammarvalet i Sverige 1899: Onsjö härads valkrets | Andrakammarvalet i Sverige 1899: Onsjö härads valkrets | Andrakammarvalet i Sverige 1899: Onsjö härads valkrets | Andrakammarvalet i Sverige 1899: Onsjö härads valkrets | Andrakammarvalet i Sverige 1899: Onsjö härads valkrets |
| Kandidat                                               | Kandidat                                               | Röster                                                 | Röster                                                 | Röster                                                 |
| Kandidat                                               | Kandidat                                               | Antal                                                  | %                                                      | +− %                                                   |
| ------------------------------------------------------ | ------------------------------------------------------ | ------------------------------------------------------ | ------------------------------------------------------ | ------------------------------------------------------ |
|                                                        | Ivar Månsson                                           | 191                                                    | 62,2                                                   | ▼32,9                                                  |
|                                                        | O. Nilsson i Ask                                       | 112                                                    | 36,5                                                   |                                                        |
|                                                        | Övriga kandidater                                      | 4                                                      | 1,3                                                    |                                                        |
| Antal giltiga röster                                   | Antal giltiga röster                                   | 307                                                    |                                                        |                                                        |
| Kasserade röster                                       | Kasserade röster                                       | 0                                                      |                                                        |                                                        |
| Totalt                                                 | Totalt                                                 | 307                                                    |                                                        |                                                        |

Valet ägde rum den 7 augusti 1899. Valdeltagandet var 24,2%.

### 1902
| Andrakammarvalet i Sverige 1902: Onsjö härads valkrets | Andrakammarvalet i Sverige 1902: Onsjö härads valkrets | Andrakammarvalet i Sverige 1902: Onsjö härads valkrets | Andrakammarvalet i Sverige 1902: Onsjö härads valkrets | Andrakammarvalet i Sverige 1902: Onsjö härads valkrets |
| Kandidat                                               | Kandidat                                               | Röster                                                 | Röster                                                 | Röster                                                 |
| Kandidat                                               | Kandidat                                               | Antal                                                  | %                                                      | +− %                                                   |
| ------------------------------------------------------ | ------------------------------------------------------ | ------------------------------------------------------ | ------------------------------------------------------ | ------------------------------------------------------ |
|                                                        | Ivar Månsson                                           | 379                                                    | 75,2                                                   | ▲13,0                                                  |
|                                                        | Närmaste kandidat                                      | 118                                                    | 23,4                                                   |                                                        |
|                                                        | Övriga kandidater                                      | 7                                                      | 1,4                                                    |                                                        |
| Antal giltiga röster                                   | Antal giltiga röster                                   | 504                                                    |                                                        |                                                        |
| Kasserade röster                                       | Kasserade röster                                       | 4                                                      |                                                        |                                                        |
| Totalt                                                 | Totalt                                                 | 508                                                    |                                                        |                                                        |

Valet ägde rum den 4 september 1902. Valdeltagandet var 38,4%.

### 1905
| Andrakammarvalet i Sverige 1905: Onsjö härads valkrets | Andrakammarvalet i Sverige 1905: Onsjö härads valkrets | Andrakammarvalet i Sverige 1905: Onsjö härads valkrets | Andrakammarvalet i Sverige 1905: Onsjö härads valkrets | Andrakammarvalet i Sverige 1905: Onsjö härads valkrets |
| Kandidat                                               | Kandidat                                               | Röster                                                 | Röster                                                 | Röster                                                 |
| Kandidat                                               | Kandidat                                               | Antal                                                  | %                                                      | +− %                                                   |
| ------------------------------------------------------ | ------------------------------------------------------ | ------------------------------------------------------ | ------------------------------------------------------ | ------------------------------------------------------ |
|                                                        | Jöns Jesperson                                         | 406                                                    | 59,5                                                   |                                                        |
|                                                        | Johan Jonasson                                         | 275                                                    | 40,3                                                   |                                                        |
|                                                        | Övriga kandidater                                      | 1                                                      | 0,2                                                    |                                                        |
| Antal giltiga röster                                   | Antal giltiga röster                                   | 682                                                    |                                                        |                                                        |
| Kasserade röster                                       | Kasserade röster                                       | 1                                                      |                                                        |                                                        |
| Totalt                                                 | Totalt                                                 | 683                                                    |                                                        |                                                        |

Valet ägde rum den 10 september 1905. Valdeltagandet var 47,8%.

### 1908
| Andrakammarvalet i Sverige 1908: Onsjö härads valkrets | Andrakammarvalet i Sverige 1908: Onsjö härads valkrets | Andrakammarvalet i Sverige 1908: Onsjö härads valkrets | Andrakammarvalet i Sverige 1908: Onsjö härads valkrets | Andrakammarvalet i Sverige 1908: Onsjö härads valkrets |
| Kandidat                                               | Kandidat                                               | Röster                                                 | Röster                                                 | Röster                                                 |
| Kandidat                                               | Kandidat                                               | Antal                                                  | %                                                      | +− %                                                   |
| ------------------------------------------------------ | ------------------------------------------------------ | ------------------------------------------------------ | ------------------------------------------------------ | ------------------------------------------------------ |
|                                                        | Jöns Jesperson                                         | 727                                                    | 59,3                                                   | ▼0,2                                                   |
|                                                        | Johan Jonasson (frisinnad)                             | 497                                                    | 40,5                                                   | ▲0,2                                                   |
|                                                        | Övriga kandidater                                      | 2                                                      | 0,2                                                    |                                                        |
| Antal giltiga röster                                   | Antal giltiga röster                                   | 1 226                                                  |                                                        |                                                        |
| Kasserade röster                                       | Kasserade röster                                       | 0                                                      |                                                        |                                                        |
| Totalt                                                 | Totalt                                                 | 1 226                                                  |                                                        |                                                        |

Valet ägde rum den 15 september 1908. Valdeltagandet var 79,3%.